# Oberstaufenbach
Oberstaufenbach est une municipalité de la Verbandsgemeinde d'Altenglan, dans l'arrondissement de Kusel, en Rhénanie-Palatinat, dans l'ouest de l'Allemagne. La localité est située à 15 km de la base américaine Ramstein Air Base.